# بخش سانکوواسابا
بخش سانکوواسابا (به لاتین: Sankhuwasabha District) یک بخش در نپال است که در استان شماره ۱ واقع شده‌است. بخش سانکوواسابا ۳٬۴۸۰ کیلومتر مربع مساحت و ۱۵۸٬۷۴۲ نفر جمعیت دارد.